# Heposaari (ö i Finland, Södra Karelen)
Heposaari är en ö i Finland. Den ligger i sjön Saimen och i kommunen Taipalsaari i den ekonomiska regionen  Villmanstrands ekonomiska region  och landskapet Södra Karelen, i den södra delen av landet, 220 km nordost om huvudstaden Helsingfors. Öns area är 1,9 hektar och dess största längd är 290 meter i sydöst-nordvästlig riktning.